# Arcivena keilmeyerae
Arcivena keilmeyerae är en tvåvingeart som beskrevs av Gagne 1984. Arcivena keilmeyerae ingår i släktet Arcivena och familjen gallmyggor. Inga underarter finns listade i Catalogue of Life.